# Çesk Zadeja

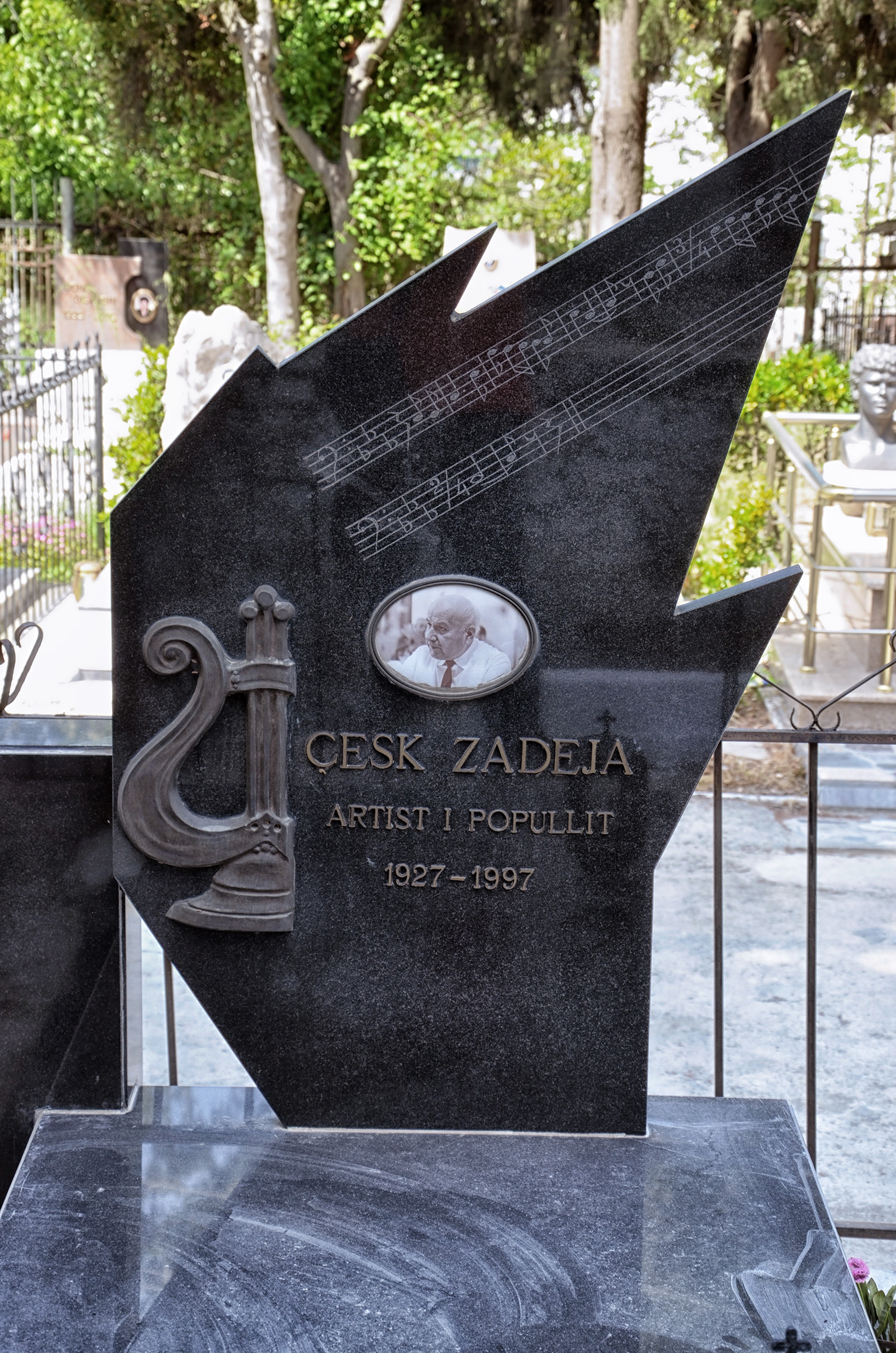
Grabstein von Çesk Zadeja auf dem Sharra-Friedhof in Tirana

Çesk Zadeja (* 8. Juni 1927 in Shkodra; † 15. August 1997 in Rom) war ein albanischer Komponist und Musikwissenschaftler.

## Leben
Geboren im nordalbanischen Shkodra, erhielt Çesk Zadeja seine erste musikalische Ausbildung an der dortigen Franziskanerschule. Er sang im Chor der Franziskanerkirche unter der Leitung des Paters und Komponisten Martin Gjoka und spielte in verschiedenen Amateurensembles. Während des Zweiten Weltkriegs erhielt er von 1941 bis 1943 Unterricht bei Umberto Semproni an der Accademia Nazionale di Santa Cecilia in Rom.
Nach der Befreiung Albaniens von der italienischen und deutschen Fremdherrschaft und Errichtung der Sozialistischen Volksrepublik Albanien arbeitete Zadeja von 1946 bis 1947 in Shkodra als Leiter der Musikabteilung des dortigen Rundfunks. Von 1949 bis 1951 diente er in der albanischen Armee, wo er Dirigent des Armee-Kunstensembles war. Infolge der Anlehnung des Landes an die Sowjetunion studierte er in den Jahren 1951 bis 1956 in der Kompositionsabteilung des Moskauer Tschaikowsky-Konservatoriums bei Michail Tschulaki und Semjon Semjonowitsch Bogatyrjow. 
Danach war er von 1957 bis 1962 künstlerischer Leiter des neugegründeten Staatlichen Ensembles für Volkslieder und Volkstänze in Tirana. Daneben war er vielfältig im albanischen Musikleben tätig, so als einer der Gründer des Konservatoriums von Tirana, wo er Dozent und nach dessen Zusammenlegung mit anderen Institutionen zur Akademia e Arteve (heute Universität der Künste Tirana) Leiter der Musikabteilung war. Nachdem er bereits in der Mitte der 1960er-Jahre für kurze Zeit künstlerischer Direktor des Nationalen Opern- und Balletttheaters war, hatte er diese Funktion von 1973 bis 1979 erneut inne. Nach einer längeren freiberuflichen Phase kehrte er 1993 als Dozent an die Akademie zurück, wo er Komposition und Musikwissenschaft unterrichtete. Zu seinen Schülern zählten unter anderen die Komponisten Tonin Harapi, Kujtim Laro, Thoma Gaqi, Agim Krajka, Limoz Dizdari, Shpëtim Kushta, Kozma Lara, Aleksandër Peçi, Sokol Shupo, Ali Spahiu, Arian Avrazi, Ferikal Daja, Vangjo Nova, Fatos Qerimaj und Ihsan Shehu. Er verstarb 1997 in einer Klinik in Rom.

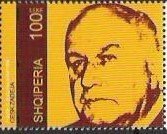
Zadeja-Sonderbriefmarke der albanischen Post (2007)

Çesk Zadeja gilt als der Schöpfer der ersten Sinfonie, des ersten Klavierkonzerts und der ersten beiden Ballette der albanischen Musikgeschichte. Er erhielt zahlreiche Preise und Ehrungen, darunter den Titel Volkskünstler Albaniens (albanisch Artist i Popullit të Shqipërisë) der Sozialistischen Volksrepublik Albanien, die Ehrenmitgliedschaft des Albanischen Musikrates sowie postum die höchste staatliche albanische Auszeichnung, „Ehre der Nation“ (Nderi i Kombit), die sein Sohn, der Fagottist Alban Zadeja, von Staatspräsident Ilir Meta im Jahr 2020 entgegennahm. Anlässlich des Gedenkens an den 95. Geburtstag und 25. Todestag erfolgten 2022 in Albanien und im Kosovo Schwerpunkte mit mehreren Konzertaufführungen, Artikeln, der Einrichtung eines nach ihm benannten Förderfonds für junge Künstler, der Publikation der ersten umfassenden Zadeja-Monographie (vgl. Kapitel Literatur unten) und der postumen Zuerkennung des Titels „Ehre der Akademie“ (Nderi i Akademisë) der Albanischen Akademie der Wissenschaften Tirana.

„Seine Arbeit hatte wesentlichen Einfluss auf praktisch alle albanischen Komponisten, die auf ihn folgten.“

## Werke (Auswahl)

### Ballett
- Anusha, Libretto: Skënder Selimi (1957–1961)
- Delina, Libretto: Çesk Zadeja und Panajot Kanaçi (1964)[6]
- Mädchen aus der steinernen Stadt (1989)

### Gesang und Orchester
- O Ju Male (Oh, ihr Berge). Elegie nach Worten von Llazar Siliçi, basierend auf der Musik zu dem Film Skënderbeu für Bariton und Orchester. Bearbeitung Vaid Çoku

### Orchester
- Sinfonie Nr. 1 a-Moll (1956)
- Delina. Suite aus dem Ballett (1964)
- Mädchen aus der steinernen Stadt. Suite aus dem Ballett (1989)
- Orchestrierung der Nationalhymne Albaniens von Ciprian Porumbescu (1995)

### Soloinstrument(e) und Orchester
- Konzert für Klavier und Orchester Es-Dur (1968)

### Duos und Kammermusik
- Sonate für Violine und Klavier (1974)
- Ballade für Violoncello und Klavier (1979)
- Drei Stücke für Flöte und Klavier (1996)

### Klavier solo
- Thema und Variationen nach einem Thema aus dem Film Skënderbeu
- Vier Stücke (1989)
  - 1. Improvisation
  - 2. Humoreske
  - 3. Präludium
  - 4. Toccata

### Film
- Velikiy voin Albanii Skanderbeg (albanisch: Skënderbeu, deutscher Synchrontitel: Skanderbeg – Ritter der Berge), Gemeinschaftsarbeit mit Georgi Swiridow, Regie: Sergei Jutkewitsch (1953)
- Tana. Regie: Kristaq Dhamo (1958)
- Toka jonë, Regie: Hysen Hakani (1964)
- Kur hiqen maskat, Regie: Dhimiter Anagnosti (1975)

## CD-Diskographie
- Vier Stücke – Kirsten Johnson (Klavier) – auf: Kenge. Albanian Piano Music Vol. 1 (Guild GMCD 7257; 2003)
- Thema und Variationen, Toccata – Kirsten Johnson (Klavier) – auf: Rapsodi. Albanian Piano Music Vol. 2 (Guild GMCD 7300; 2006)
- Drei Stücke, Sonate, Humoreske, Toccata – Trio Métabole – auf: Albanie classique (Syrius SYR141423; 2009)
- Sonate – Miroslav Hristov (Violine), Vladimir Valjarević (Klavier) – auf: Music from the Balkans for Violin and Piano (Centaur Records CRC 3208; 2011)
- Humoreske, Toccata – Marsida Koni (Klavier) – auf: Albanian Piano Music (Piano Classics PCL10149; 2018)
- Thema und Variationen – Eni Dibra Hoffmann (Klavier) – auf: Romantisme sonore d‘Albanie (VDE-Gallo VDECD1623; 2021)

## DVD
- Skanderbeg – Ritter der Berge – (DEFA Filmjuwelen, Standard Version 2007)
- Skanderbeg – Ritter der Berge – (DEFA Filmjuwelen, Extended Version 2021)